# ディオイラ
ディオイラ（ジョイラとも、フランス語: Dioïla）は、マリ共和国ディオイラ州ディオイラ圏カラドゥーグー・コミューンの村。同州、同圏の首府でもある。人口は15,268人（2009年国勢調査）。
2012年2月22日にディオイラ・アカデミーが創設され、2013年より生徒の受け入れが始まった。
| 年   | 1976  | 1987  | 1998  | 2009   |
| ---- | ----- | ----- | ----- | ------ |
| 人口 | 4,126 | 6,556 | 9,193 | 15,268 |